# (29692) 1998 XE97
1998 أكس إي 97 (ويعرف أيضًا باسم (29692) 1998 أكس إي 97 وفق تسمية الكوكب الصغير) (بالإنجليزية: 1998 XE97)‏ هو كويكب ضمن حزام الكويكبات؛ وترتيبه 29692 من حيث الاكتشاف.
اكتُشف هذا الجُرم الفلكي بواسطة Orlando Antonio Naranjo Villarroel ‏ في 11 ديسمبر 1998.

## وصلات خارجية
- (29692) 1998 XE97 في قاعدة بيانات مختبر الدفع النفاث لأجرام النظام الشمسي الصغيرة

- الاكتشاف · مخطط المدار ·  العناصر المدارية · المعلمات المادية

- (29692) 1998 XE97 على موقع ويكي سكاي: DSS2, SDSS, GALEX, IRAS, Hydrogen α, X-Ray, Astrophoto, Sky Map, Articles and images